# Рыскалиев, Салих Рыскалиевич
Салих Рыскалиев (1926, Курмангазинский район, Гурьевская область, Казахская ССР, СССР — 1973, пос. Жетыбай) — советский и казахский нефтяник, мастер бурения. Герой Социалистического Труда (1966).

## Биография
Родился 1926 года в Курмангазинском районе Атырауской области.
В 1949 по 1958 годы помощник бурильщик, бурильщик, буровой мастер Кульсаринской конторы бурения объединения «Казахстаннефть».
С 1958 года его бригада была направлена одной из первых для освоения полуострова Мангишлак.
В 1958 по 1973 годы буровой мастер Жетыбайской нефтеразведочной экспедиции треста «Мангишлакнефтеразведка».
Скончался в 1973 году.

## Награды и звания
- Герой Социалистического Труда (04.07.1966)
- Орден Ленина (04.07.1966)
- Медаль «В ознаменование 100-летия со дня рождения Владимира Ильича Ленина» (1970)
- Орден «Знак Почёта»
- Награждён Почётной грамотой Верховного Совета Казахской ССР и медалями.